# Smeryngolaphria gorayebi
Smeryngolaphria gorayebi är en tvåvingeart som beskrevs av Artigas, Papavero och Therezinha Pimentel 1988. Smeryngolaphria gorayebi ingår i släktet Smeryngolaphria och familjen rovflugor. Inga underarter finns listade i Catalogue of Life.